# AlphaTauri AT04
L'AlphaTauri AT04 è una monoposto di Formula 1 costruita dalla Scuderia AlphaTauri per disputare il campionato mondiale di Formula 1 2023.

## Livrea
La livrea della AT04 mantiene la stessa colorazione bianco-blu di quelle delle sue antenate ma ne varia ancora lo schema. Predomina il blu su tutta la parte posteriore della vettura, mentre il bianco è utilizzato solamente sul muso e per raffigurare il logo della scuderia faentina sul cofano motore. Esso, rispetto alle vetture antecedenti, viene ingrandito fino a occupare la totalità dell'ultimo terzo di carrozzeria. Per via del nuovo accordo di sponsorizzazione con Orlen, compaiono sezioni verniciate di rosso, all'interno delle quali sono collocati i loghi dell'azienda polacca, sul flap del DRS, sull'Halo, sugli specchietti e sui deflettori laterali. Di rosso sono anche i numeri di gara posti sul cofano, mentre quelli sul muso sono blu. Le ali sono prive di vernice e sulle loro paratie sono presenti richiami alla bandiera italiana.

## Presentazione
Della vettura è stata inizialmente presentata l'11 febbraio 2023 solamente la livrea, per poi esordire ufficialmente in veste definitiva sul circuito di Misano il 14 febbraio.

## Carriera agonistica

### Stagione
Le prestazioni si dimostrano ulteriormente in calo rispetto alla stagione precedente, con la monoposto che si ritrova costantemente lontana dalla zona punti salvo in rare occasioni. Dalla seconda metà di stagione si ha un piccolo miglioramento, con Tsunoda, Lawson e Ricciardo che riescono saltuariamente a classificarsi nella top 10.
Alla fine del campionato, pur con meno punti rispetto al 2022, la scuderia si qualifica all'ottavo posto della classifica costruttori.

## Piloti
| Piloti ufficiali         | Piloti ufficiali | Piloti ufficiali |
| Nazione                  | Nome             | Numero           |
| ------------------------ | ---------------- | ---------------- |
| Paesi Bassi (bandiera)   | Nyck de Vries    | 21               |
| Australia (bandiera)     | Daniel Ricciardo | 3                |
| Nuova Zelanda (bandiera) | Liam Lawson      | 40               |
| Giappone (bandiera)      | Yūki Tsunoda     | 22               |
| Piloti di riserva        |                  |                  |
| Nazione                  | Nome             | Numero           |
| Nuova Zelanda (bandiera) | Liam Lawson      | 40               |
| Norvegia (bandiera)      | Dennis Hauger    |                  |
| Barbados (bandiera)      | Zane Maloney     |                  |
| Francia (bandiera)       | Isack Hadjar     | 41               |

## Risultati in Formula 1
| Anno | Team       | Motore     | Gomme | Piloti    |    |    |     |     |    |    |    |    |    |    |    |    |    |     |     |     |     |    |    |    |     |    | Punti | Pos. |
| ---- | ---------- | ---------- | ----- | --------- | -- | -- | --- | --- | -- | -- | -- | -- | -- | -- | -- | -- | -- | --- | --- | --- | --- | -- | -- | -- | --- | -- | ----- | ---- |
| 2023 | AlphaTauri | Honda RBPT | P     | De Vries  | 14 | 14 | 15* | Rit | 18 | 12 | 14 | 18 | 17 | 17 |    |    |    |     |     |     |     |    |    |    |     |    | 25    | 8º   |
| 2023 | AlphaTauri | Honda RBPT | P     | Ricciardo |    |    |     |     |    |    |    |    |    |    | 13 | 16 | SP | INF | INF | INF | INF | 15 | 7  | 13 | 14  | 11 | 25    | 8º   |
| 2023 | AlphaTauri | Honda RBPT | P     | Lawson    |    |    |     |     |    |    |    |    |    |    |    |    | 13 | 11  | 9   | 11  | 17  |    |    |    |     |    | 25    | 8º   |
| 2023 | AlphaTauri | Honda RBPT | P     | Tsunoda   | 11 | 11 | 10  | 10  | 11 | 15 | 12 | 14 | 19 | 16 | 15 | 10 | 15 | NP  | Rit | 12  | 15  | 8  | 12 | 96 | 18* | 8  | 25    | 8º   |

| Legenda | 1º posto     | 2º posto | 3º posto    | A punti         | Senza punti/Non class.  | Grassetto – Pole position Corsivo – Giro più veloce Apice – Risultato Sprint (A punti) |
| Legenda | Squalificato | Ritirato | Non partito | Non qualificato | Solo prove/Terzo pilota | Grassetto – Pole position Corsivo – Giro più veloce Apice – Risultato Sprint (A punti) |

* – Indica il pilota ritirato ma ugualmente classificato avendo coperto, come previsto dal regolamento, almeno il 90% della distanza di gara.